# Jean-Claude Le Ruyet
Jean-Claude Le Ruyet est un écrivain de langue bretonne auteur d'articles, de poésies, de spectacles pour enfants. Son œuvre s'accompagne également d'une réflexion dans un cadre linguistique sur l'écriture et l'enseignement du breton à l'Université de Haute Bretagne, Rennes II.

## Œuvres
- 2002 : Pik ha pik ha kole kamm, Morlaix, Skol Vreizh, 128 p.
- 2005 : Kan an toudig glas, Morlaix, Skol Vreizh, 173 p.
- 2009 : Distro an noziganed, Morlaix, Skol Vreizh, 191 p.
- 2023: Ur vuhez vat, Brest, Sferenn, 238 p.
- 2023: Elmar Ternès Hag ar Gwenedeg Tremenvoe,146 p.
- 2024: Feg-Niouz, Skol Vreizh, 249 p.
- 2024: Kest an hini foll. Sferenn, 220 p.

## Spectacles
- 2002 : Asilis an Argoed, Son ha gouloù, Dihun, 28 p.
- 2004 : Mari Baramad, Dihun, 16 taolenn.

## Participations
- 2008 : Dihun Breizh, komzoù ar c'halvar, Naoned, An amzer embanner, 55 p.

## Recherches
- 2001 : Peder reolenn diasez distagadur ar brezhoneg hag o liammoù ged an doare-skriv, kounskrid mestroniezh Skol-Veur Roazon 2, 146 p.
- 2003 : War hent termeniñ ur paradigm taol-mouezhiañ er frasenn simpl, kennig un taol-mouezhiañ standard ewid kelenn ar brezhoneg, studïadenn DEA, Skol-Veur Roazon 2, 126 p.
- 2009 : Komz, liamm ha norm. Studiadenn brezantet e stern ur c'horpus peder reolenn-sanañ ewid brezhoneg ar skolioù (Parole, liaison et norme. Étude présentée dans le cadre d’un corpus de quatre règles de prononciation pour le breton des écoles), thèse, Université de Haute Bretagne Rennes 2.

. 2019 Le breton des Dialectes à la langue écrite. Skol Vreizh, 264 p.